# Segelfluggelände Haiterbach-Nagold

i7
i11
i13
Das Segelfluggelände Haiterbach-Nagold liegt in den Gebieten der Städte Haiterbach und Nagold im Landkreis Calw in Baden-Württemberg, etwa 2 km nordöstlich des Zentrums von Haiterbach und etwa 4 km südwestlich des Zentrums von Nagold.

## Flugbetrieb
Das Segelfluggelände ist mit einer 910 m langen und 30 m breiten Start- und Landebahn aus Gras (Richtung 07/25) ausgestattet. Es besitzt eine Betriebszulassung für Segelflugzeuge, Motorsegler und Ultraleichtflugzeuge. Segelflugzeuge starten per Flugzeugschlepp oder Windenstart. Nicht am Platz ansässige Luftfahrzeuge benötigen eine vorherige Genehmigung des Platzhalters, um in Haiterbach-Nagold landen zu dürfen (PPR). Der Halter und Betreiber des Segelfluggeländes ist der Flugsportverein Nagold e. V.

## Geschichte
Der Flugsportverein Nagold e. V. wurde 1951 gegründet. Das Segelfluggelände Haiterbach-Nagold wurde 1967 in Betrieb genommen.